# Ectinorhynchus brunneus
Ectinorhynchus brunneus är en tvåvingeart som beskrevs av Krober 1912. Ectinorhynchus brunneus ingår i släktet Ectinorhynchus och familjen stilettflugor. Inga underarter finns listade i Catalogue of Life.